# Жуков, Георгий Васильевич
Георгий Васильевич Жуков (1882 — 1972) — советский военачальник, генерал-лейтенант (1940).

## Биография
Служил в Русской императорской армии с 1908 года. Был вахмистром 4-го драгунского Новотроицко-Екатеринославского полка. Участник Первой мировой войны. После Октябрьской революции в ноябре 1917 года был избран солдатами командиром этого полка, а в декабре 1917 — выборным командиром 4-й кавалерийской дивизии, от которой и был избран делегатом на съезд 1-й армии.
В начале Гражданской войны в России вывел остатки дивизии с развалившегося фронта в Донецкий бассейн, где драгуны, уланы и стрелки под руководством Г. В. Жукова участвовали в первых боях с белыми, брали Таганрог и Ростов. Весной 1918 кадры дивизии были переброшены в Москву, где из них была сформирована 1-я Московская кавалерийская дивизия.
В июле 1918 года Г. В. Жуков был зачислен в Красную Армию. Участник Гражданской войны. С июля 1918 года — военком этой дивизии, с ноября 1919 — начальник и военком кавалерийских частей Московского гарнизона, с декабря 1920 — военный комиссар 2-й Ставропольской кавалерийской дивизии имени М. Ф. Блинова, некоторое время в 1920 году был военным комиссаром ветеринарной части Первой Конной армии. С марта 1921 по 1923 годы — командир 1-й кавалерийской бригады 2-й Ставропольской кавалерийской дивизии имени М. Ф. Блинова. Член ВКП(б) с 1918 года.
В послевоенное время окончил Высшие военные академические курсы (1923), курсы усовершенствования высшего командного состава (1925). С мая 1924 года (приказ РВС СССР по л/с армии № 132 от 23.05.1924) он командовал 9-й Крымской кавалерийской дивизией. С мая 1927 — начальник Борисоглебско-Ленинградской кавалерийской школы. Затем служил в Штабе РККА, был начальником отдела народного комиссара обороны СССР по ремонтированию конского состава РККА. Предположительный автор доноса народному комиссару обороны К. Е. Ворошилову на бывшего начальника генерального штаба А. И. Егорова. По неподтверждённым данным под арестом с апреля 1941.
С апреля 1943 являлся начальником 2-го отдела штаба командующего кавалерией РККА, с 1944 года — начальником ремонтного отдела Управления командующего кавалерией Красной Армии. В отставке с 1945 года. По некоторым данным, после войны вновь был арестован и освобождён в 1953 году.
Похоронен в колумбарии Новодевичьего кладбища.

### Звания
- комбриг (17.01.1936);
- комдив (17.02.1938);[4]
- генерал-лейтенант (4.06.1940).[5]

### Награды
- Орден Ленина (21.02.1945)
- 2 ордена Красного Знамени (25.04.1944[6]; 4.06.1944)
- 2 ордена Красной Звезды (22.02.1938; 29.04.1943);
- Медаль «XX лет РККА» (22.02.1938) и другие медали.